# Leave Me Lonely
«Leave Me Lonely» es una canción de la cantante estadounidense Ariana Grande en colaboración con la cantante Macy Gray perteneciente a su tercer álbum de estudio, Dangerous Woman (2016), lanzado a través de Republic Records. Fue escrita por Tommy Brown, Victoria Monét, Thomas Parker Lumpkins y Steven Franks, y producida por Lumpkins, P/K/A «Mr. McClendon», Brown y Franks.

## Antecedentes y composición
El 15 de marzo de 2016, Grande reveló a la estación de radio KTU 103.5 que Dangerous Woman contendría una canción titulada «Leave Me Lonely» que contaría con la voz de Gray. Grande describió la canción como «una muy especial».
La canción es una pista de R&B con elementos de soul, fue compuesta por Tommy Brown, Victoria Monét, Thomas Parker Lumpkins y Steven Franks.

## Recepción crítica
Rolling Stone escribió que la canción "toma prestada una apariencia de época naturalmente clásica de Gray que parece que la banda sonora de Bond de los años noventa se ha ido. Si combina estas canciones con material retro similar de su álbum debut («Honeymoon Avenue», «Tattooed Heart»), probablemente podría defender a Grande como una voz amigable con el rock que podría ser adorada por la crítica como Adele o Amy Winehouse". Pitchfork declaró que la única excepción a su concepto es que «'Leave Me Lonely' coloca los cántaros grises de Grey contra las impecables voces de Grande, agregando un cambio de consistencia agradable».

## Presentaciones en vivo
Grande presentó la canción por primera vez en vivo el 7 de abril de 2016, en un evento en Las Vegas, en la T-Mobile Arena. Ella volvió a interpretar la canción el 26 de abril, en la Gala TIME 100, siendo nombrada por la dicha revista como una de las artistas más influyentes de 2016. Grande añadió la canción al repertorio del Dangerous Woman Tour, al igual que se interpretó una nueva parte de la canción que se usó como interludio y se vio como una segunda parte de la canción.

## Posicionamiento en listas
| Lista (2016)                   | Mejor posición |
| ------------------------------ | -------------- |
| Reino Unido (UK Singles Chart) | 143            |